# Carlos Sottolichio
Carlos Sottolichio Urquiza (Talcahuano, 28 de octubre de 1952) es un político chileno, exalcalde de la comuna chilena de Conchalí entre 1992-2000, 2003-2008 y 2012-2016. En el período 2000-2003, fue ocupado por Pilar Urrutia (UDI), quien falleció en el cargo. Repostuló a su cargo en las elecciones municipales de octubre de 2008, perdiendo las elecciones ante el RN Rubén Malvoa.
En las elecciones municipales de 2012 derrota al alcalde Rubén Malvoa, con un 51,08% de los votos. Asume a contar del 6 de diciembre de 2012 un nuevo período que concluye el 6 de diciembre de 2016.
A partir del 6 de diciembre de 2016 jura como concejal por Conchalí por el período 2016-2020, siendo reelecto en el cargo en las elecciones de mayo de 2021.

## Historial electoral

### Elecciones municipales de 1992
- Elecciones municipales de Chile de 1992, para la alcaldía de Conchalí [2]

(Se consideran sólo los 3 candidatos más votados, de un total de 32 candidatos)
| Candidato                  | Pacto                          | Partido | Votos  | %     | Resultado |
| -------------------------- | ------------------------------ | ------- | ------ | ----- | --------- |
| José Piñera Echenique      | Participación y Progreso       | UDI     | 16.175 | 19,91 | Concejal  |
| Carlos Sottolichio Urquiza | Concertación por la Democracia | PPD     | 12.367 | 15,23 | Alcalde   |
| Julio Soto Peña            | Concertación por la Democracia | PDC     | 11.341 | 13,96 | Concejal  |

### Elecciones municipales de 1996
- Elecciones municipales de Chile de 1996, para la alcaldía de Conchalí [3]

(Se consideran sólo los 3 candidatos más votados, de un total de 26 candidatos)
| Candidato                  | Pacto                          | Partido | Votos  | %     | Resultado |
| -------------------------- | ------------------------------ | ------- | ------ | ----- | --------- |
| Carlos Sottolichio Urquiza | Concertación por la Democracia | PPD     | 19.195 | 26,20 | Alcalde   |
| Ramón Elizalde Marabolí    | Concertación por la Democracia | PDC     | 10.851 | 14,81 | Concejal  |
| Pilar Urrutia Aldunate     | Unión Por Chile                | UDI     | 8.670  | 11,83 | Concejal  |

### Elecciones municipales de 2000
- Elecciones municipales de Chile de 2000, para la alcaldía de Conchalí [4]

(Se consideran sólo los 3 candidatos más votados, de un total de 19 candidatos)
| Candidato                  | Pacto             | Partido | Votos  | %     | Resultado |
| -------------------------- | ----------------- | ------- | ------ | ----- | --------- |
| Pilar Urrutia Aldunate     | Alianza por Chile | UDI     | 20.953 | 29,08 | Alcaldesa |
| Carlos Sottolichio Urquiza | Concertación      | PPD     | 16.596 | 23,04 | Concejal  |
| María Guajardo Silva       | Concertación      | PS      | 10.636 | 14,76 | Concejal  |

### Elecciones municipales de 2004
- Elecciones municipales de Chile de 2004, para la alcaldía de Conchalí [5]

| Candidato                  | Pacto                          | Partido | Votos  | %     | Resultado |
| -------------------------- | ------------------------------ | ------- | ------ | ----- | --------- |
| Carlos Sottolichio Urquiza | Concertación por la Democracia | PPD     | 36.043 | 54,11 | Alcalde   |
| Alfredo Galdames Rojo      | Alianza                        | UDI     | 25.293 | 37,97 |           |
| Rodolfo Matus Alvear       | Juntos Podemos                 | Ind.    | 5.277  | 7,92  |           |

### Elecciones municipales de 2008
- Elecciones municipales de Chile de 2008, para la alcaldía de Conchalí [6]

| Candidato                  | Pacto                    | Partido | Votos  | %     | Resultado |
| -------------------------- | ------------------------ | ------- | ------ | ----- | --------- |
| Rubén Malvoa Hernández     | Alianza                  | RN      | 25.389 | 43,32 | Alcalde   |
| Carlos Sottolichio Urquiza | Concertación Progresista | PPD     | 24.385 | 41,60 |           |
| Iván Mlynarz Puig          | Juntos Podemos Más       | Ind.    | 8.832  | 15,07 |           |

### Elecciones municipales de 2012
- Elecciones municipales de Chile de 2012, para la alcaldía de Conchalí

| Candidato                  | Pacto               | Partido | Votos  | %     | Resultado |
| -------------------------- | ------------------- | ------- | ------ | ----- | --------- |
| Carlos Sottolichio Urquiza | Por un Chile Justo  | PPD     | 21.036 | 51,08 | Alcalde   |
| Rubén Malvoa Hernández     | Coalición           | RN      | 12.674 | 30,78 |           |
| Fernando Parra Keller      | El Cambio por Ti    | PRO     | 2.570  | 6,24  |           |
| Diego Villas Montecinos    | Más Humanos         | MAS     | 977    | 2,42  |           |
| Iván Acosta Galaz          | Igualdad para Chile | PI      | 787    | 1,91  |           |

### Elecciones municipales de 2016
- Elecciones municipales de 2016 para el concejo municipal de Conchalí[7]

(Se consideran los candidatos con más del 2,5% de los votos)
| Candidato                  | Pacto                        | Partido | Votos | %    | Resultado |
| -------------------------- | ---------------------------- | ------- | ----- | ---- | --------- |
| Carlos Sottolichio Urquiza | Nueva Mayoría                | PPD     | 2060  | 7.21 | Concejal  |
| Rubén Carvacho Rivera      | Chile Vamos                  | UDI     | 1930  | 6.75 | Concejal  |
| Alejandro Vargas González  | Nueva Mayoría                | PDC     | 1748  | 6.12 | Concejal  |
| María Guajardo Silva       | Nueva Mayoría                | PS      | 1561  | 5,46 | Concejala |
| Grace Arcos Maturana       | Nueva Mayoría                | PCCh    | 1108  | 3,88 | Concejala |
| Bastián Jul Silva          | Nueva Mayoría                | PS      | 936   | 3,28 |           |
| Daiana Squella Venenciano  | Poder Ecologista y Ciudadano | PEV     | 855   | 2,99 |           |
| Raúl Valdés Arias          | Nueva Mayoría                | ILS     | 838   | 2,93 | Concejal  |
| Natalia Sarmiento Medina   | Chile Vamos                  | ILJ     | 827   | 2,89 | Concejala |
| Lisette Ponce Palacios     | Nueva Mayoría                | PPD     | 812   | 2,84 |           |
| Angelo Torres Ramírez      | Nueva Mayoría                | PPD     | 789   | 2,76 |           |
| Paulina Rodríguez Gómez    | Chile Vamos                  | RN      | 765   | 2,68 | Concejala |
| Máximo Pavez Cantillano    | Chile Vamos                  | UDI     | 720   | 2,52 |           |
| Miguel de la Barra López   | Nueva Mayoría                | PS      | 720   | 2,52 |           |

### Elecciones municipales de 2021
- Elecciones municipales de 2021 para el concejo municipal de Conchalí[8]

(Se consideran los candidatos con más del 2,5% de los votos)
| Candidato                  | Pacto                         | Partido | Votos | %    | Resultado |
| -------------------------- | ----------------------------- | ------- | ----- | ---- | --------- |
| Grace Arcos Maturana       | Chile Digno, Verde y Soberano | PCCh    | 4318  | 9.41 | Concejala |
| Omar Cortés Gaibur         | Radicales e Independientes    | ILZU    | 2144  | 4,67 |           |
| Santiago Arriagada Rojas   | Chile Digno, Verde y Soberano | PCCh    | 2120  | 4.62 | Concejal  |
| Patricia Molina Molina     | Unidos por la Dignidad        | PDC     | 2037  | 4.44 | Concejala |
| Mario Soto Alarcón         | Unidad por el Apruebo         | PS      | 1846  | 4,02 | Concejal  |
| Carlos Sottolichio Urquiza | Unidad por el Apruebo         | PPD     | 1749  | 3,81 | Concejal  |
| Natalia Sarmiento Medina   | Chile Vamos                   | ILXK    | 1651  | 3,60 | Concejala |
| Lissette Ponce Palacios    | Unidad por el Apruebo         | PPD     | 1347  | 2,93 |           |
| Dennisse Palacios Guzmán   | Ecologistas e Independientes  | ILXZ    | 1332  | 2,90 | Concejala |
| Carolina Guerra Fuentes    | Frente Amplio                 | CS      | 1224  | 2,67 |           |
| Marjorie Melo Valenzuela   | Dignidad Ahora                | ILXY    | 1165  | 2,54 | Concejala |